# Movimiento 14 de Mayo
El Movimiento 14 de Mayo para la Liberación de Paraguay (M-14) fue una organización guerrillera fundada en 1958 en Lanús, provincia de Buenos Aires, Argentina por un grupo de paraguayos exiliados en aquel país. El movimiento, en sus inicios liberal, formado por antiguos miembros del Partido Liberal y del Partido Revolucionario Febrerista perseguidos por los primeros años de la dictadura de Alfredo Stroessner, llegó a contar con cerca de 300 integrantes liderados por Juan José Rotela, principal impulsor del mismo. Tiempo después, el movimiento guerrillero empezó a ser influenciado por ideologías como el marxismo. Algunos de sus miembros eran antiguos oficiales del Ejército Paraguayo que habían sido desafectados con el comienzo de la dictadura y eran veteranos de la Guerra del Chaco. Se encontró activo, por lo menos, hasta 1962, siendo sus miembros derrotados por las Fuerzas Armadas del Paraguay, muchos de ellos detenidos y desaparecidos durante la dictadura de Stroessner.

## Historia
El movimiento en 1958, en una casa de Lanús (Argentina), bajo la inspiración de las guerrillas que en ese entonces afloraban en América Latina, más aún tras la Revolución cubana, que terminó influyendo en sus actividades e ideología. Sus miembros, en su gran mayoría, eran paraguayos residentes en la Argentina tras el inicio de la dictadura de Alfredo Stroessner en 1954. Se destacaba Juan José Rotela, nacido en 1933, hijo de un militar brasileño exiliado en Paraguay, vivió gran parte de su vida en Buenos Aires, donde tomó contacto con exiliados paraguayos de la dictadura. Rotela contaba con nula experiencia militar, salvo un corto servicio militar en su país natal, y casi no conocía su propio país, pero aún así fue designado comandante de la organización. De triunfar la revuelta armada, sería nombrado presidente del Paraguay, según acordaron sus miembros. Carentes inicialmente de una ideología clara, su intención era simplemente agrupar a opositores de todos los partidos de Stroessner, incluso del mismo Partido Colorado, aunque sus miembros eran mayoritariamente del Partido Liberal y del Partido Revolucionario Febrerista, militares retirados y comunistas. Otros miembros eran Eliseo Salinas, Mario Esteche Notario, entre otros.
Tomaron su nombre del día de la Independencia del Paraguay, y citaron como inspiración al político José de la Cruz Ayala, quien había sido de los primeros políticos que tras la guerra de la Triple Alianza manifestó inquietudes acerca del estado del campesinado en el territorio paraguayo.
Al año siguiente de su fundación inició su primera operación armada el 12 de diciembre, cuando divididos en cinco columnas, ingresaron al Paraguay desde diversos puntos fronterizos con la Argentina. Su principal acción, aquel día, se dio en la localidad de Coronel José Félix Bogado, desde donde cruzaron desde la ribera argentina del río Paraná, para intentar tomar una comisaría. La acción fracasó dada la resistencia de la policía paraguaya, siendo abatidos dos guerrilleros y un policía. Al principio, el gobierno paraguaya sospechaba que se trataba de una operación del gobierno argentino para desestabilizar al régimen paraguayo, ya que en la captura de los guerrilleros descubrieron que el armamento era el mismo que utilizaban las Fuerzas Armadas argentinas. Bajo la aquiescencia del almirante Isaac Rojas, habían recibido apoyo militar y de inteligencia —a través de la SIDE—, que veían con buenos ojos el derrocamiento de Stroessner como represalia por haberle dado asilo a Juan Domingo Perón en su país.
Desde sus comienzos el grupo tuvo diversos problemas logísticos. El 24 de octubre de 1958, cuando miembros intentaban cruzar desde Colonia Bouvier, localidad cercana a Clorinda (Argentina) hacia Villeta, son detenidos por la Gendarmería Nacional Argentina casi cien miembros, algunos de sus cabecillas —entre ellos, Rotela— al verse atascados en el barro.
El M-14 posteriormente hizo base en la ciudad de Posadas (Argentina), con la intención de operar a lo largo de distintas localidades fronterizas con Paraguay, y tomar la ciudad de Encarnación, creando un foco de insurrección con la intención de que otros grupos opositores se unieran a la lucha armada.
El grupo intentó, sin éxito, contar con el apoyo de Fidel Castro, con quien llegaron a reunirse secretamente en Montevideo. Rotela siguió con la actividad armada, fue detenido en la selva, tras un trajinar de varios días a la intemperie, cerca de la actual localidad de Ñacunday. Habría sido capturado por el Ejército Paraguayo, torturado y ejecutado el 30 de junio de 1960. Durante días, el gobierno paraguayo difundió en la prensa argentina que Rotela podría haber sido mutilado, con el objetivo de desalentar incursiones guerrilleras. Para ese entonces, el movimiento se encontraba completamente debilitado y muchos de sus miembros desaparecidos por el régimen de Stroessner. Los miembros del M-14 se cuentan como las primeras víctimas de la dictadura de Stroessner.